# Kąkol (Cierpice)
Kąkol (niem. Kunkel) – przysiółek w Polsce położony w województwie kujawsko-pomorskim, w powiecie toruńskim, w gminie Wielka Nieszawka, w sołectwie Cierpice.
W latach 1975–1998 miejscowość administracyjnie należała do województwa toruńskiego.
Miejscowość leży przy linii kolejowej nr 18, oraz drodze krajowej 10.